# Karl Kühlenthal
Karl Kühlenthal (* 26. Oktober 1872 in Rastatt; † 1969) war ein deutscher Konteradmiral der Reichsmarine.

## Leben
Karl Kühlenthal trat am 1. April 1891 in die Kaiserliche Marine ein. Ende September 1894 wurde er, nachdem er von der Marinestation der Nordsee zur Marinestation der Ostsee transferiert worden war, vom Seekadett zum Unterleutnant zur See befördert und kam auf die Blücher. 1898 war er als Leutnant zur See Wachoffizier auf der Carola. Von 1898 bis 1901 war er beim Matrosen-Artillerie-Detachement in Tsingtau. Am 6. März 1903 wurde er Kapitänleutnant und war Erster Artillerieoffizier und Lehrer auf der Hildebrand und später der Schwaben. 1905 kam er zur Waffenabteilung des Reichsmarineamtes nach Berlin. 1908/09 war er Artillerieoffizier der Deutschland und wurde hier am 12. Dezember 1908 Korvettenkapitän. Am 22. März 1914 wurde er Fregattenkapitän und am 24. April 1916 erfolgte seine Beförderung zum Kapitän zur See. Bis November 1917 war er als Dezernent im Waffendepartement im Reichsmarineamt. Bis Kriegsende war er Artilleriekommandeur der 1. Marine-Division.
Nach dem Krieg wurde er in die Reichsmarine übernommen, wurde Inspekteur der Marine-Depotinspektion Wilhelmshaven und am 9. März 1920 aus der Marine verabschiedet. Am 16. September 1920 erhielt er, nachdem er bei einem Rettungseinsatz nach einer Explosion auf dem Munitionsdepot Mariensiel schwer verletzt wurde, hierfür den Charakter als Konteradmiral verliehen. Ab 1922 wohnte er in Frankfurt am Main und engagierte sich ab 1927 in der Deutschen Gesellschaft zur Rettung Schiffbrüchiger.
1951 konnte auf seine Initiative hin eine Geschäftsstelle Frankfurt des Deutschen Gesellschaft zur Rettung Schiffbrüchiger für die Gebiete Hessen, Pfalz und Saarland eingerichtet werden. Kühlenthal wurde Vorsitzender dieser Geschäftsstelle.
Am 28. Oktober 1950 gab Kühlenthal eine Eidesstattliche Erklärung zugunsten des als Kriegsverbrecher verurteilten Erich Raeder ab. Darin erklärte er, ein sogenannter „Halbjude“ im Sinne der nationalsozialistischen Rassegesetze zu sein und eine jüdische Ehefrau zu haben. Er habe Raeder, mit dem er seit 1901 freundschaftlich verbunden gewesen sei, gebeten, bei Hitler eine Ausnahme von den Nürnberger Gesetzen für ihn zu erwirken.